# Södra Godbergstjärnen
Södra Godbergstjärnen är en sjö i Ånge kommun i Medelpad och ingår i Ljungans huvudavrinningsområde.